# Moss a Němčour
Moss a Němčour nebo také Moss a Němec (v anglickém originále Moss and the German) je třetí díl druhé série britského sitcomu z prostředí informačních technologií Ajťáci. Poprvé byla epizoda odvysílána 7. září 2007. České premiéry se díl dočkal 19. září 2008.

## Synopse
Moss má pocit, že jeho život už dlouhá léta stagnuje. Zná prakticky jen Jen Barber a Roye. Jen mu poradí, aby zkusil rozšířit své sociální kontakty a Moss se přihlásí do kursu vaření. Vyjde najevo, že jde o nedorozumění, inzerát si podal jistý německý kanibal Johann, který hledá někoho, kdo se nechá dobrovolně usmrtit a sníst. Roy chce vidět nový „Tarantinem produkovaný jihokorejský zombie film“, ale nemá na něj klid.

## Příběh
Moss a Roy se chystají zhlédnout nový film od Q. Tarantina. Sedí u Roye v pokoji, Mossovi nevyhovuje vzdálenost od obrazovky. Gauč je skutečně jen asi metr a půl daleko od velké televize. Před filmem běží upoutávka proti pirátskému kopírování filmů, v níž mladý delikvent ukradne dámskou kabelku, automobil, dítě, zastřelí policistu a ukradne jeho helmu, vykoná do ní velkou potřebu a pošle ji vdově, aby ji vzápětí znovu ukradl.
Roy se na film těší, dokud mu nezavolá Jeff a neřekne mu, že na konci bude neobvyklý dějový zvrat. Moss je nervózní, v rozrušení křičí na Roye, že jsou pořád spolu jako manželé a že chce svůj stagnující život posunout někam dál. Scénku sledují dvě překvapené mladé dámy, dokud Moss neuteče. Roy jen dodá, že ve vztahu je on manželem.
Jen pozoruje zhoršující se podmínky ve firmě. Zaměstnanci už nesmějí kouřit vevnitř a musí chodit ven. Probírá tuto situaci s Jorgem. Kuřáci jsou nakonec vykázáni až do několik mil vzdálené budky u silnice, vše kolem působí velmi depresivně, „sovětsky“. Jen se rozhodne jít kouřit s Jorgem, ale nakonec to vzdá a jede taxíkem zpátky. Předtím ještě poradí Mossovi, aby svou ponorkovou nemoc řešil rozšířením svých sociálních kontaktů, aby hledal nové známosti mimo firmu. Do kanceláře přichází Douglas Reynholm, aby obhlídl Jen. Ta se dává na ústup a Douglas si všimne na stole filmového DVD. Nabídne Royovi, že se na film podívají v jeho domě.
Moss se pochlubí Jen, že se dal na kurs vaření, bude se zdokonalovat v přípravě jídel německé kuchyně. Jen se to nezdá, ale podpoří jej:
„Není nic romantičtějšího než láhev vína a nějaký...schweinefleisch.“
Moss zvoní u dveří a otevře muž s německým přízvukem a představí se jako Johan. Maurice je plný energie a chce se do toho hned pustit. Johan je potěšen jeho odvahou a vybídne Mosse, aby si tedy odložil. Nakonec vyjde najevo, že se jedná vinou špatně formulovaného inzerátu o nedorozumění. Johann nevede kurs vaření, ale hledá někoho, kdo by se jím nechal zabít a sníst. Moss se omlouvá, že o to nemá zájem a cítí se provinile.
Roy a Douglas si pouští film. Hned na začátku Douglas Reynholm poznamená, že na konci je dějový zvrat a poté předvídá a komentuje každou scénku:
„Všichni jsou klony. Je svůj vlastní bratr. Všichni jsou duchové!“
Roy je frustrován, má po filmu.
V kanceláři se Moss svěří se svým zážitkem s Johannem. Jen je v šoku zatímco Roy vidí další příležitost, kde by se mohl v klidu dodívat na film. Společně s Mossem navštíví Johanna. Roy mu pod záminkou zhlédnutí filmu nabídne, že jej poté může zkonzumovat. Do domu vtrhne policie a všechny zatkne.
Roy s Mossem jsou u výslechu. Vyšetřovatele příliš nezajímá, že oba měli co dočinění s kanibalem, zato se exponuje na film. Chce vědět, kde vzali tuto nelegální kopii. Podotkne, že jde o zajímavý film a hodlá mluvit o tom, co se stane před jeho závěrem, vtom se Roy neudrží a vlepí policistovi facku.

## Obsazení
Vedlejší role v epizodě „Moss a Němčour“:
| Herec / herečka   | Hraje  | Role                                |
| ----------------- | ------ | ----------------------------------- |
| Philip Rham       | Johann | německý kanibal                     |
| James Bachman     | Jeff   | Royův známý                         |
| Gerald Lepkowski  | Jorg   | spolupracovník Jen                  |
| Richard Cambridge |        | delikvent z protipirátské upoutávky |
| Andrew Brooke     |        | policista                           |

## Zajímavosti / kulturní reference
- zápletka epizody vychází z případu Armina Meiwese, německého kanibala, jenž si vyhledával své oběti přes internet.
- „sovětské prostředí“ je odezvou na atmosféru filmových adaptací románu B. L. Pasternaka Doktor Živago.
- Roy chce zhlédnout nejmenovaný film Quentina Tarantina.
- Moss řekne o Johannovi, že byl „Fine Young Cannibal“ („prima mladý kanibal“) v narážce na americký romantický film z roku 1960 All the Fine Young Cannibals.[3] Existuje i britská kapela s názvem Fine Young Cannibals.
- když Němec navrhne sledovat film Ocean's Eleven, Moss se zeptá, zda originál nebo remake. Originál vyšel v roce 1960 (česky pod názvem Dannyho jedenáctka) a remake v roce 2001 (česky pod názvem Dannyho parťáci).[3]

## Chyba v epizodě
- Když se Moss vrhne na gauč a kamera střídavě zabírá jeho a Jen, tak v jednom záběru leží jeho kravata přes konec gauče a v dalším záběru pod jeho tělem.[4][5]